# 鈴木琢磨
鈴木琢磨（日语：／ Suzuki Takuma，1961年12月7日—）是日本男性聲優。

## 出演作品

### 電視動畫
- RD 潛腦調查室（スガ、アマモリ）
- 阿貴（校長）
- 秋葉原電腦組（花小金井トキ次郎）
- 後天的方向（磯貝正）
- 水星領航員（老爹）
- 犬夜叉（月夜丸）
- 海盜媽寶（オワリ）
- H2O -FOOTPRINTS IN THE SAND-（父B、醫生）
- 迷糊女戰士（績文）
- 真正的百万富翁鲜花（高山博士）
- 快傑蒸汽偵探團（強力、パスタ）
- 風之少女艾蜜莉（郵便局員）
- 金田一少年之事件簿（巽隼人、時任亘、冰室一聖、深山日影、井坂、森村圭一、內田寛）
- 銀魂（青木社長）
- 蠟筆小新（本田悟史（2代目）、爺爺、大叔、老醫生、店主 等）
- 怪怪怪的鬼太郎（第五作）（爺爺、川男）
- ONE PIECE（霍克魯）
- 閃靈二人組（虻川）
- 源氏物語千年紀 Genji（貴族A）
- 最遊記（假三藏）
- 貯金大冒險（XO、ノリタンダン）
- 魁!!天兵高校（林田慎二郎）
- 時空偵探（平賀源内、デスダス）
- 少女革命（鈴木）
- 天才寶貝（江戶前秋生）
- 白色戀人（黑）
- 蜘蛛戰神記（神官、ムカデ）
- 零之使魔（寇伯特）
- 索斯機械獸V（父親）
- Da!Da!Da!（光月優、小蝦、烏鴉、小販）
- ∀鋼彈（領主1）
- 超速搖搖（武藏丸辨慶）
- TSUBASA翼（手下）
- 數碼寶貝大冒險（宇宙腦魔）
- 超能少女（石倉優一）
- 藍蘭島漂流記（とげ太、たかたか）
- 火影忍者（ダン）
- 甜蜜小天使第3作（大將、川島）
- 魍魎之匣（甲田禄介）
- 悲慘世界 少女珂賽特（鐵匠師傅（鐵匠叔叔）、尤修魯）
- 四葉遊戲（樹多村健作）
- 麵包超人（鬼魂超人、蒸籠君、筆爺爺（第2代））
- 驅魔少年（傑瑞）
- 名偵探柯南（八川弘司）
- 學生會長是女僕！（陽向的爺爺）

時期未知
- 櫻桃小丸子（美軍士兵、彼特 其他）

1993年
- 叮噹貓

1994年
- 秀逗泰山阿達（不丹的喇嘛）

1997年
- 可愛巧虎島（林務局的老伯）
- 小豬萬萬歲（岩田先生、醫生、香蕉、幫派的兒子、新娘的父親）

1998年
- 他和她的事情（老師）
- 危險調查員（學生、連續劇）
- 神風怪盜貞德（校長、篠之目洋一郎）

1999年
- 鋼鐵天使（壞小子、店長、列車長、外神田、男性）
- 布布恰恰（爸爸）

2000年
- 純情房東俏房客（漫畫工作室助理、啟太郎的父親、播報員、老先生、驗光師）

2002年
- 淘氣小樂樂（鈴木）

2003年
- 釣魚迷日記（春山）
- 鼻毛真拳（牙刷）

2004年
- 爆裂天使（學者）
- 異域天使（保安局員）
- 混沌武士（捕快）

2005年
- 極樂天師（現場監督）

2006年
- 犬神！（係長）
- 流星洛克人系列（金田金太郎）

2007年
- 驅魔少年（惡魔C、傑菲）

2008年
- 無限之住人（籠屋）
- 我家3姊妹（Y先生）

2009年
- 只想告訴你（荒井善行、人妖先生、超商店主）

2011年
- 只想告訴你 2ND SEASON（長谷川憲太、教師

、校長先生）
- 爆漫王。2（大西恒平）

2012年
- 爆漫王。3（大西恒平）

2014年
- 寄生獸 生命的準則（中年男性、不良、體育教師、宇田守、男子、醫生、野次馬、教務長、平間、前澤、中野、內藤、公司職員）
- 卡片戰鬥先導者G（安城良明〈父〉）

2015年
- 一拳超人（福克高）
- 名侦探柯南（壁虎男 #799）
- 新哆啦A夢（長老、爺爺、老人、仙翁、柿原老師 等）

2016年
- 紅殼的潘朵拉（托托醫師）
- 龍族拼圖X（長老／蓋澤的長老）

2017年
- BanG Dream!（山吹亘史）
- 帶著智慧型手機闖蕩異世界。（薩那珂）
- THE REFLECTION（特雷弗·霍恩）
- 梵諦岡奇蹟調查官（尼希米·科拉神父）
- BanG Dream!（山吹亘史）

2018年
- 決鬥大師（喬治·巴塔耶）
- 決鬥大師！（傑拉喬男爵、頓多多·多拉兒子）
- 忍者乱太郎（算盤店老闆、官員）
- 刃牙（校長、警視總監、指揮官、醫師）

2019年
- 名侦探柯南（中谷创元）
- 決鬥大師！（複製傑拉喬男爵、露露爺）
- 決鬥大師！！（傑拉喬男爵、露露爺、名偵探 斯曼特加瓦）
- 黑色五葉草（村長）
- 一弦定音！（武藏的父親）

2020年
- 22/7（櫻的父親）
- 決鬥大師 KING（露露爺）
- 我立於百萬生命之上（箱崎的父親）

2021年
- 決鬥大師 KING！（露露爺、長老、傑拉喬男爵）
- 真白之音（梅園學園教頭、東邦學院和樂器社顧問）

2022年
- Delicious Party ♡ 光之美少女（烹飪國王）
- 史上最強大魔王轉生為村民A（哥爾多）
- 龍族拼圖（2022年 - 2024年、詐欺師、大臣）
- 異世界藥局（讓）
- 異世界迷宮裡的後宮生活（服飾店老闆）

2023年
- 大雪海的卡納（痛風病人）
- 帶著智慧型手機闖蕩異世界。2（薩那珂）
- MIX 第二季～第二個夏天，邁向晴空～（舎弟）
- 決鬥大師 WIN 決鬥學園篇（傑拉喬男爵）

2024年
- 龍族拼圖（大臣）
- 戰國妖狐（長老）
- 殺手寓言（組織男1）
- 搖曳露營△ SEASON3（店主）
- 鹿乃子乃子乃子虎視眈眈（解說）

2025年
- MIRU 我的未來（佐藤[1]）

### OVA
- 怪醫黑傑克（敵軍武士）

### 動畫電影
1998年
- 神奇寶貝劇場版：超夢的逆襲（研究人員）

1999年
- 秋葉原電腦組：2011年的夏天（花小金井時次郎）

2012年
- 麵包超人劇場版：甦醒吧香蕉島（冰鬼）

2016年
- 名偵探柯南：純黑的惡夢（醫生）

2017年
- 特別版 Free!-Take Your Marks-（鴫野克美）

2022年
- 大雄的宇宙小戰爭 2021（皮希亞士兵）
- 名偵探柯南：萬聖節的新娘（住持）

## 外部連結
- 公開簡歷（日語）

1. ↑  . Comic Natalie. 2025-02-25  [2025-02-25] （日语）.